# Адрышев, Айтказы Калиолданович
Айтказы Калиолданович Адрышев (род. 12 сентября 1942) — учёный в области безопасности труда и охраны окружающей среды в горной промышленности, цветной металлургии, промышленности строительных материалов, педагог, доктор технических наук, профессор, общественный деятель, Академик Казахской Национальной академии естественных наук, Академии минеральных ресурсов РК.

## Биография
Родился 12 сентября 1942 года в селе Камышенка, Курчумского района Восточно-Казахстанской области.
С 1964 по 1969 год учился в Усть-Каменогорском строительно-дорожном институте. В 1972 году поступил в аспирантуру Казахского политехнического института на кафедру «Технология и комплексная механизация разработки месторождений полезных ископаемых».
В 1976 году защитил кандидатскую диссертацию в Московском горном институте на тему «Изыскание путей снижения запыленности воздуха и установление рациональных параметров аспирационных укрытий дробильно-сортировочных комплексов». В 1999 году защитил докторскую диссертацию на тему « Исследование и разработка способов обезвреживания и рационального использования твердых и жидких отходов цветной металлургии».
С 1976 г. по настоящее время работает в Восточно-Казахстанском государственном техническом университете имени Д. Серикбаева. В разные годы работал старшим преподавателем, доцентом, проректором, деканом.

## Научные деятельность
Автор более 220 научных работ, в том числе 4 монографий, 8 учебных пособий, 12 патентов и авторских свидетельств на изобретение. Под руководством ученого подготовлено 12 кандидатов наук.
Им разработаны и внедрены теоретические основы и методика расчета, проектирования и реконструкции аспирационных и вентиляционных систем дробильно-сортировочных и обогатительных комплексов в горной промышленности; созданы способы переработки и обезвреживания мышьяксодержащих отходов свинцово-цинкового производства, кеков шламонакопителей титано-магниевого производства и другие.
• Монографии
1. «Актуальные проблемы экологической безопасности и пути их решения в Казахстане» 2008
2. «Инновационные разработки для горно-металлургической промышленности» 2008
3. «Исследование новых наноструктурированных комплексных сорбентов для очистки сточных вод предприятий металлообрабатывающей промышленности» 2015

• Патенты
1. Электрод для дуговой сварки Номер инновационного патента: 30939 (Соавтор)
2. Способ сорбционной очистки сточных вод Номер инновационного патента: 30431 (Соавтор)
3. Способ получения фильтровально-сорбционного материала Номер инновационного патента: 29595 (Соавтор)
4. Способ получения сорбционного материала Номер инновационного патента: 29377 (Соавтор)
5. Бетонная смесь Номер инновационного патента: 23975 (Соавтор)
6. Способ очистки сточных вод от фенола Номер инновационного патента: 23694 (Соавтор)
7. Способ получения криолита из алюминийсодержащего рудного сырья Номер патента: 18770 (Соавтор)
8. Накопитель жидких промышленных отходов Номер предварительного патента: 18119 (Соавтор)
9. Асфальтобетонная смесь Номер предварительного патента: 14449 (Соавтор)
10. Накопитель твердых отходов Номер предварительного патента: 9086 (Соавтор)

## Награды и звания
1. Доктор технических наук (1999)
2. Профессор (2001)
3. Академик Казахской Национальной академии естественных наук
4. Академик Академии минеральных ресурсов РК
5. Орден «Курмет»